# Hans Landesmann
Hans Landesmann (* 1. März 1932 in Wien; † 18. September 2013 in Salzburg) war ein österreichischer Unternehmer, Festspielleiter und Musikmanager.

## Leben
Hans Landesmann wuchs als Sohn einer wohlhabenden Familie in Wien und in Budapest auf, wohin seine jüdische Familie nach dem Anschluss Österreichs 1938 fliehen musste. In beiden Städten absolvierte er ein Klavierstudium. Danach studierte er an der Sorbonne in Paris und an der Columbia University New York Chemie und erwarb das einschlägige Doktorat (PhD). Landesmann trat 1957 nach dem Tod des Vaters in den Wiener Familienbetrieb, einen Fleischgroßhandel ein. Bereits Mitglied des Konzerthausdirektoriums, wurde er 1977 Generalsekretär des Wiener Konzerthauses und war dort maßgeblich an der Öffnung des Wiener Konzertbetriebs für die Musik des 20. Jahrhunderts beteiligt. Er gründete unter anderem gemeinsam mit Claudio Abbado 1986 das Gustav Mahler Jugendorchester, richtete zwei Webern-Festivals aus und führte sein Publikum in neuen Konzertreihen an die musikalische Gegenwart heran. Immer wieder beriet er internationale Programmmacher und Kulturpolitiker.
Maßgeblich war er an der Gründung des Festivals Wien Modern beteiligt. 1989 wechselte er als kaufmännischer Leiter und Konzertdirektor zu den Salzburger Festspielen, wo er die Strukturreform nach Karajan und die Ära Mortier in Salzburg mit ermöglichte. Mit Konzertprojekten um Pierre Boulez, Maurizio Pollini, György Ligeti und György Kurtág setzte er moderne Akzente und ermöglichte das von Markus Hinterhäuser und Tomas Zierhofer-Kin ausgerichtete „Zeitfluss“-Festival. 2001 verließ er mit Mortier das Festival und war von 2001 bis 2004 Musikdirektor bei den Wiener Festwochen. Auch hier setzte er sich besonders für die neue Musik ein.
Von 2007 bis 2009 war Hans Landesmann künstlerischer Leiter der Salzburg Biennale.
Seine Anfang 2011 publizierten Lebenserinnerungen behandeln unter anderem das knappe Überleben der jüdischen Familie Landesmann 1944/45 in Ungarn und die traditionelle Rivalität zwischen Musikverein und Konzerthausgesellschaft.

## Auszeichnungen
Unter anderem erhielt Landesmann 2007 das Große Goldene Ehrenzeichen für Verdienste um das Land Wien.

## Schriften
Zusammen mit anderen Autoren war er an folgenden Büchern beteiligt:
- Salzburger Festspiele 1992 bis 2001 (zwei Bände). Zsolnay, Wien 2001, ISBN 3-552-05170-8.
- Herbert von Karajan und die Salzburger Festspiele. Residenz, Salzburg/Wien 1994, ISBN 3-701708444.
- Hans Landesmann, Karl Harb: Ohne Musik wäre das Leben ein Irrtum. Erinnerungen, Zsolnay-Verlag, Wien 2011, ISBN 978-3-552-05529-2